# Île Bird (Bermudes)
L'île Bird est une île des Bermudes. 
Située dans la Grande Baie, elle relève administrativement de la paroisse de Pembroke.